# Ali Gabr
Ali Gabr (Alexandria, 1 de janeiro de 1987), é um futebolista egípcio que atua como zagueiro. Atualmente joga pelo Pyramids.

## Carreira
Ali Gabr representou o elenco da Seleção Egípcia de Futebol no Campeonato Africano das Nações de 2017.

## Títulos
Zamalek
- Campeonato Egípcio: 2014–15
- Copa do Egito: 2014–15, 2015–16
- Supercopa do Egito: 2016

Pyramids
- Copa do Egito: 2023–24
- Liga dos Campeões da CAF: 2024–25[1]

Seleção Egípcia
- Campeonato Africano das Nações: Vice - 2017